# Xã Elk, Quận Cloud, Kansas
Xã Elk (tiếng Anh: Elk Township) là một xã thuộc quận Cloud, tiểu bang Kansas, Hoa Kỳ. Năm 2010, dân số của xã này là 817 người.